# Seznam členů Rady pro rozhlasové a televizní vysílání
Toto je seznam členů Rady pro rozhlasové a televizní vysílání. Zahrnuje současné i bývalé členy a členky Rady pro rozhlasové a televizní vysílání (RRTV), její předsedy i místopředsedy. Rada České republiky pro rozhlasové a televizní vysílání byla zřízena zákonem České národní rady č. 103/1992 Sb., a to vedle tehdejší Federální Rady pro rozhlasové a televizní vysílání. V červenci 2001 se z ní stala Rada pro rozhlasové a televizní vysílání. Nominálně ji tvoří třináct členů.

## Členstvo
Zeleně jsou zvýrazněny osoby figurující v aktuálním složení rady (k datu 14. července 2025).
| Jméno              | Od                 | Do                | Funkce           | Od                                               | Do                              |
| ------------------ | ------------------ | ----------------- | ---------------- | ------------------------------------------------ | ------------------------------- |
| Martin Bezouška    | 16. května 2009    | 16. května 2015   |                  |                                                  |                                 |
| Martin Bezouška    | 24. května 2015    | 24. května 2021   | místopředseda    | 2. června 2015                                   | 24. května 2021                 |
| Milan Bouška       | 23. května 2009    | 23. května 2015   | místopředseda    | 16. června 2009                                  | 23. května 2015                 |
| Milan Bouška       | 25. května 2021    |                   | místopředseda    | 14. června 2021 20. června 2023 1. července 2025 | 14. června 2023 20. června 2025 |
| Petr Buchta        | 2. července 2023   |                   |                  |                                                  |                                 |
| Hana Dohnálková    | 16. listopadu 2020 |                   |                  |                                                  |                                 |
| Pavel Foltán       | 16. května 2009    | 16. května 2015   | místopředseda    | 16. června 2009                                  | 16. května 2015                 |
| Jan Kostrhun       | 1. prosince 2009   | 1. prosince 2015  |                  |                                                  |                                 |
| Ivan Krejčí        | 16. května 2009    | 16. května 2015   | předseda         | 5. března 2014                                   | 16. května 2015                 |
| Ivan Krejčí        | 24. května 2015    | 24. května 2021   | předseda         | 2. června 2015                                   | 24. května 2021                 |
| Ladislav Jakl      | 1. dubna 2019      | 1. dubna 2025     |                  |                                                  |                                 |
| Dana Jaklová       | 24. května 2015    | 24. května 2021   |                  |                                                  |                                 |
| Jiří Janeček       | 25. května 2021    |                   |                  |                                                  |                                 |
| Václav Jehlička    | 29. června 2011    | 29. června 2017   | místopředseda    | 2. června 2015                                   | 29. června 2017                 |
| Václav Jehlička    | 30. června 2017    | 30. června 2023   |                  |                                                  |                                 |
| Jana Kasalová      | 30. června 2014    | 30. června 2020   | místopředsedkyně | 6. listopadu 2018                                | 30. června 2020                 |
| Daniel Köppl       | 28. července 2021  |                   |                  |                                                  |                                 |
| Lenka Králová      | 9. června 2021     |                   |                  |                                                  |                                 |
| Jiří Maceška       | 25. května 2021    |                   | místopředseda    | 14. června 2021 20. června 2023 1. července 2025 | 14. června 2023 20. června 2025 |
| Dalibor Matulka    | 16. května 2009    | 16. května 2015   |                  |                                                  |                                 |
| Václav Mencl       | 24. května 2015    | 24. května 2021   | místopředseda    | 27. července 2015                                | 17. května 2021                 |
| Václav Mencl       | 25. května 2021    |                   | předseda         | 14. června 2021 20. června 2023 1. července 2025 | 14. června 2023 20. června 2025 |
| Radka Nastoupilová | 24. května 2015    | 24. května 2021   |                  |                                                  |                                 |
| Daniel Novák       | 24. května 2015    | 24. května 2021   |                  |                                                  |                                 |
| Daniel Novák       | 25. května 2021    |                   | místopředseda    | 31. srpna 2021 5. září 2023                      | 31. srpna 2023                  |
| Irena Ondrová      | 26. července 2009  | 26. července 2015 | místopředsedkyně | 18. prosince 2012                                | 26. července 2015               |
| Vadim Petrov       | 18. března 2019    | 18. března 2025   |                  |                                                  |                                 |
| Vadim Petrov       | 2. dubna 2025      |                   |                  |                                                  |                                 |
| Marek Poledníček   | 24. května 2015    | 24. května 2021   | místopředseda    | 1. září 2020                                     | 24. května 2015                 |
| Marek Poledníček   | 2. července 2023   |                   |                  |                                                  |                                 |
| Milada Richterová  | 1. října 2012      | 1. října 2018     | místopředsedkyně | 29. srpna 2017                                   | 1. října 2018                   |
| Marta Smolíková    | 25. května 2021    |                   |                  |                                                  |                                 |
| Vojtěch Stříteský  | 2. dubna 2025      |                   |                  |                                                  |                                 |
| Richard Svoboda    | 6. března 2013     | 6. března 2019    |                  |                                                  |                                 |
| Jiří Šenkýř        | 23. května 2009    | 23. května 2015   |                  |                                                  |                                 |
| Ladislav Šincl     | 1. července 2017   | 1. července 2023  |                  |                                                  |                                 |
| Dagmar Zvěřinová   | 27. července 2015  | 27. července 2021 | místopředsedkyně | 18. května 2021                                  | 27. července 2021               |